# 337 (numero)
Trecentotrentasette (337) è il numero naturale dopo il 336 e prima del 338.

## Proprietà matematiche
- È un numero dispari.
- È un numero difettivo.
- È il 68º numero primo, dopo il 331 e prima del 347.
  - È un primo permutabile.
  - È un numero primo troncabile a sinistra nel sistema numerico decimale.
- È un numero stellato.
- È un numero palindromo nel sistema di numerazione posizionale a base 9 (414) e nel sistema numerico esadecimale.
- È la somma di due potenze quarte, 337 = 34 + 44.
- È parte delle terne pitagoriche (175, 288, 337), (337, 56784, 56785).
- È un numero omirp.

## Astronomia
- 337P/WISE è una cometa periodica del sistema solare.
- 337 Devosa è un asteroide della fascia principale del sistema solare.

## Astronautica
- Cosmos 337 è un satellite artificiale russo.